# Gloria (imię)
Gloria – imię żeńskie pochodzenia łacińskiego. Wywodzi się od słowa gloria oznaczającego chwałę.
Gloria imieniny obchodzi 13 maja.
Znane osoby o imieniu Gloria:
- Gloria Beck – niemiecka autorka książek z dziedziny retoryki i doradca zarządzania
- Gloria Cavalera – amerykańska menedżerka muzyczna
- Gloria Connors – tenisistka amerykańska
- Gloria DeHaven – amerykańska aktorka filmowa
- Gloria Estefan – piosenkarka latynoamerykańska
- Gloria Foster – amerykańska aktorka
- Gloria Gaynor – amerykańska piosenkarka ery disco lat 70.
- Gloria Grahame – amerykańska aktorka
- Gloria Holden – amerykańska aktorka
- Gloria Kemasuode – nigeryjska lekkoatletka
- Gloria Kovarik – wschodnioniemiecka lekkoatletka, specjalizowała się w biegach płotkarskich
- Gloria Lasso – piosenkarka hiszpańska
- Gloria LeRoy – amerykańska aktorka charakterystyczna
- Gloria Macapagal-Arroyo – polityk filipińska
- Gloria Polo – kolumbijska mistyczka chrześcijańska
- Gloria Jasmine Rawlinson – poetka nowozelandzka
- Gloria Reuben – aktorka kanadyjska
- Gloria Swanson – amerykańska aktorka
- Gloria Stuart – amerykańska aktorka filmowa i teatralna
- Gloria Siebert – wschodnioniemiecka lekkoatletka, specjalizowała się w biegach płotkarskich
- Gloria Steinem – amerykańska feministka, dziennikarka, założycielka feministycznego magazynu Ms
- Gloria Trevi – meksykańska wokalistka
- Gloria Zanin – włoska modelka, Miss Włoch 1992
- Gloria Vanderbilt – amerykańska artystka, aktorka